# Nina Van Zandt
Pour les articles homonymes, voir Van Zandt.
Née en 1862, Nina Van Zandt était la fille unique d'un puissant chimiste de Chicago venue assister au procès d'August Spies. Elle tombera amoureuse de lui et l'épousera par procuration, en 1887. Elle participa aux côtés de Lucy Parsons à la mobilisation et publia l'autobiographie de Spies.
Après la mort de Spies, elle se maria en 1895 avec Stephen A. Malato, un procureur, dont elle divorcera en 1902. Elle reprendra le nom de Spies. Elle meurt en 1936.

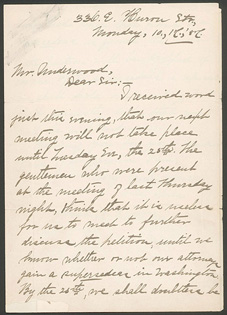
Page 1 de la Lettre de Nina van Zandt à B. F. Underwood.
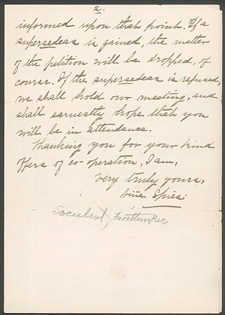
Page 2 de la Lettre de Nina van Zandt à B. F. Underwood.